# كوريل فيديو ستوديو
هو برنامج ناشر للفيديوهات، والذي من خلاله يمكنك إنهاء مهام كإدخال نصوص، وموسيقى (من جانبه إصدار ملف الصوت بتأثيرات الدخول والخروج) وتأثيرات على الصور وطرق انتقالية جميلة.

## التوافق
windows xp , windows vista , windows7

## الصيغ التي يدعمها
NTSC VCD، PAL VCD، MPEG-1، MPEG-2، AVI و DV Type 1 و2
[الموقع الرسمي للبرنامج www.ulead.com